# Geoffroy II du Perche
Geoffroy II, mort en octobre 1100, fut comte de Mortagne et seigneur de Nogent de 1060 à 1090, puis comte du Perche de 1090 à 1100. Il était fils de Rotrou II, comte de Mortagne, vicomte de Châteaudun et seigneur de Nogent, et d'Adèle de Bellême.

## Biographie
Il est cité en 1060 dans une charte de son père, avec ses frères Hugues, Rotrou et Fulcois. Il participa à la conquête de l'Angleterre et combattit à la bataille d'Hastings. Guillaume le Conquérant lui donna en récompense des domaines anglais. 
Il succéda à son père en 1080, recevant les domaines percherons de son père (Mortagne-au-Perche et Nogent-le-Rotrou), tandis que son frère cadet Hugues reçut la vicomté de Châteaudun. Un troisième frère, Rotrou, acquit par mariage la seigneurie de Montfort-le-Rotrou.
Avec ses deux frères, vers 1089, en raison d'un conflit foncier, il attaqua et pilla les domaines de Robert II, seigneur de Bellême et d'Alençon. Selon Orderic Vital, Geoffrey a contesté la répartition de l'héritage Bellême entre Mabel de Bellême (la mère de Robert) et Adeliza (sa mère). Plus tard, il tenta de recommencer l'opération avec l'aide du comte Élie de la Flèche, mais échoua. En 1090, il prit le titre de comte du Perche, prétendant à une situation supérieur à des seigneurs rivaux, les comtes du Perche-Gouët. Le conflit avec Robert de Bellême fut long et prolongé, car même en 1091, les sources indiquent que les combats se poursuivaient.
Il consacra la fin de sa vie à des fondations religieuses, et créa les premières léproseries du Perche[réf. souhaitée]. 
Il avait épousé Béatrice de Montdidier, fille d'Hilduin, comte de Roucy et de Ramerupt, et d'Alix de Roucy. Ils eurent :
- Rotrou III († 1144), comte du Perche ;
- Marguerite, mariée à Henri de Beaumont, 1er comte de Warwick ;
- Juliane ou Juliette du Perche, mariée à Gilbert de l'Aigle, seigneur de l'Aigle ;
- Mathilde, mariée à Raymond Ier, vicomte de Turenne, puis à Guy de Lastours.

## Sources
- Barlow, Frank (1983). William Rufus. University of California Press.
- Thompson, Kathleen (2002). Power and Border Lordship in Medieval France: The County of the Perche, 1000-1226. The Boydell Press.
- Foundation for Medieval Genealogy : comtes du Perche.
- France Balade : 
  - les vicomtes de Châteaudun ;
  - Comtes du Perche.